# Ghanaische Fußballnationalmannschaft (U-23-Männer)
Die Ghanaische U-23-Fußballnationalmannschaft ist eine Auswahlmannschaft ghanaischer Fußballspieler, die der Ghana Football Association unterliegt. Sie repräsentiert den Verband bei internationalen Freundschaftsspielen wie bei den Afrikaspielen als auch beim U-23-Afrika-Cup, welcher seit 2011 über die Teilnahme an den Olympischen Sommerspielen entscheidet.

## Geschichte
Erstmals nahm die Mannschaft im Jahr 2003 an einem Turnier teil, weil bis 1991 noch die noch die A-Nationalmannschaft an dem Turnier teilnahmeberechtigt war und dazwischen es zu keiner Teilnahme kam.
Für die erste Austragung des U-23-Afrika-Cup konnte sich die Mannschaft nicht qualifizieren, da man bereits hier in der 1. Runde der Qualifikation gegen den Sudan ausschied. Auch für das nächste Turnier gelang dann keine Qualifikation. Erst für die Ausgabe im Jahr 2019 konnte man sich zum ersten Mal qualifizieren und auch den vierten Platz erlangen, so verpasste man aber auch knapp die Qualifikation für die Olympischen Spiele 2020.

## Ergebnisse bei Turnieren
| Jahr | Platzierung        |
| ---- | ------------------ |
| 1991 | nicht teilgenommen |
| 1995 | nicht teilgenommen |
| 1999 | nicht teilgenommen |
| 2003 | 3. Platz           |
| 2007 | Gruppenphase       |
| 2011 | 1. Platz           |
| 2015 | Gruppenphase       |
| 2019 | Gruppenphase       |

| Jahr | Platzierung        |
| ---- | ------------------ |
| 2011 | nicht qualifiziert |
| 2015 | nicht qualifiziert |
| 2019 | 4. Platz           |
| 2023 | steht noch aus     |